# 四草砲臺
四草砲臺，位於臺灣臺南市安南區，於民國七十四年（1985年）8月19日二級古蹟。該建築為清道光年間的臺灣兵備道姚瑩所建的十七座砲臺之一，其現存部分現在變成了臺南市鎮海國小的圍牆。

## 沿革
因第一次鴉片戰爭的爆發，為強化臺灣的海防，當時的臺灣兵備道姚瑩於1840年修築了俗稱四草砲臺的鎮海城，同時也修築了位於安平的安平小砲臺，分別拱衛安平大港之外港「四草湖」的北岸與南岸。
因為創建當時的防務相當急迫，所以最初是用裝沙的竹簍及麻袋等做成的臨時性防禦工事，設有30丈（約96公尺）長的護牆、十座砲墩和砲座1500斤二門、1000斤三門、800斤二門，此外在砲墩外挖有暗藏二萬支尖竹籤的壕溝，壕溝外又埋了800個釘桶、800塊釘板與兩萬枚鐵蒺藜:261。後來翌年（1841年）改築在牆腰開有八字形（兩端口大，中央較小）砲洞的石牆，為較為永久的形式。
然而之後隨著駐軍調離、四草湖外港被廢，該砲臺遂因年久失修而坍毀。二次大戰結束進入中華民國時期後，1951年鎮海國小在殘存的牆垣西邊建立校舍，四草砲臺所剩部分便成了學校外牆。1969年，因颱風來襲導致南段牆垣倒塌，後來在1977年修復。近年曾再整修，而呈現今天的樣子。

## 建築特色
該砲臺城垣是以鵝卵石、三合土與長條石板所建，牆上的八字形砲洞外寬中窄，以便更改射角。而現在城垣上長了不少老樹，與砲臺城垣形成特殊的景緻。

## 其他
在砲臺的對面是四草大眾廟，而在大眾廟後有存放台灣荷蘭統治時期於此與陳澤所率領之鄭軍作戰身亡的荷蘭軍隊遺骨的「海靈佳城」塚，乃史學家黃典權集中其遺骨所立:21。

## 外部連結
- 雲嘉南濱海國家風景區——四草砲臺